# Edward Czesław Muszalski

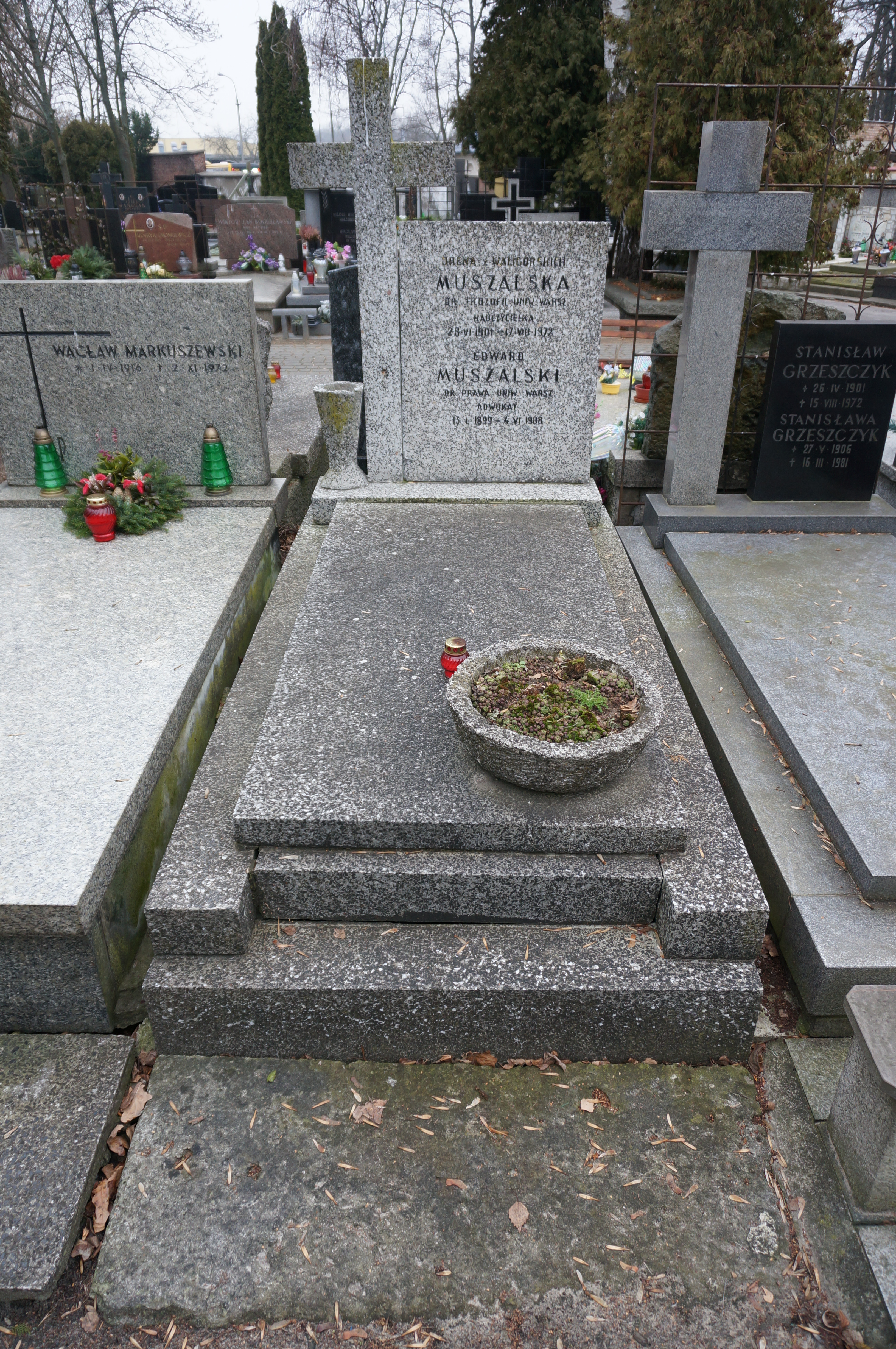
Grób Edwarda Czesława Muszalskiego na cmentarzu Powązkowskim

Edward Muszalski (ur. 13 stycznia 1899 w Skierniewicach, zm. 4 czerwca 1988 w Warszawie) – polski adwokat, radca prawny, nauczyciel akademicki i działacz harcerski.

## Życiorys
Był synem Adama Muszalskiego – pracownika Kolei Warszawsko-Wiedeńskiej, inżyniera technologa naczelnika depot stacji Skierniewice oraz Wandy Barbary z Chmieleckich. Żoną jego była Irena Michalina z domu Waligórska, córka Teofila Waligórskiego i Natalii z domu Galle. W 1919 roku złożył maturę gimnazjum im. Mikołaja Reja w Warszawie.
Edward Muszalski był doktorem prawa międzynarodowego Uniwersytetu Warszawskiego. W 1926 roku obronił pracę doktorską „Rozpoczęcie i wypowiedzenie wojny w prawie państwowym i prawie narodów”, dyplom nr 6. Był adwokatem – członkiem Zespołu Adwokackiego nr 10 w Warszawie, radcą prawnym oraz tłumaczem przysięgłym języka rosyjskiego i angielskiego. Dodatkowo studiował jeden trymestr w roku 1927 jako słuchacz nadzwyczajny na Uniwersytecie w Paryżu – Wydział Prawa (stypendium Funduszu Kultury Narodowej).
Od roku 1923 do 1926 był aplikantem przy Sądach Grodzkim i Okręgowym w Warszawie i w Prokuraturze, zdawał egzamin sędziowski wiosną 1926 roku. W roku 1926 przyjęty został na aplikanta adwokackiego do kancelarii adwokackiej Leona Nowodworskiego, przy jednoczesnej współpracy później z innymi adwokatami i praktyce w charakterze referenta w Wydziale Hipotecznym Ziemskim Sądu Okręgowego w Warszawie przy pisarzu hipotecznym Wacławie Anteckim.
W roku 1928 nawiązał bliższą współpracę z adwokatem dr. Janem Podkomorskim, mającym wówczas kancelarię przy ul. Kapucyńskiej 3 m. 7, przeniesioną później na ul. Wilczą 38 tuż przy rogu Marszałkowskiej. Nigdy nie splamił się wyręczaniem się w obronie z urzędu w sądzie przez adwokatów chętnych do tego, lecz sam bronił. W roku 1933 nawiązał współpracę z adwokatem Bolesławem Chomiczem, podówczas prezesem Komunalnej Kasy Oszczędności Powiatu Warszawskiego przy ul. Zgoda 7 i prowadził wspólnie z nim kancelarię przy ul. Zgoda 8, gdzie poprzednio Chomicz miał swe mieszkanie prywatne, z którego ten, około roku 1933, wyprowadził się na dalszy Żolibórz do własnej willi wokół której powstawały też inne wille (od nazwiska właścicieli tego terenu, braci Chomiczów, w tym Bolesława Chomicza rejon ten nazwano Chomiczówką).
Od 11 listopada 1918 roku do 12 grudnia 1920 roku oraz podczas kampanii wrześniowej 1939 roku pełnił czynną służbę w Wojsku Polskim. Mianowany podporucznikiem ze starszeństwem z 1 września 1920 roku w korpusie oficerów rezerwy piechoty. W 1934 roku pozostawał w ewidencji Powiatowej Komendy Uzupełnień Warszawa Miasto III. Miał przydział do 1 Pułku Piechoty Legionów w Wilnie.
W roku 1921 pracował w Wydziale Prasowym Komitetu Plebiscytowego Górnośląskiego w Warszawie, opracowując artykuły dla prasy górnośląskiej i innych dzienników w związku z plebiscytem i powstaniem nowej gospodarki polskiej.
Od 1934 roku był związany z ONR. W 1939 znalazł się we Francji.
W okresie II wojny światowej, w latach 1940–1942, przebywał w Anglii, w Stacji Zbornej Oficerów Rothesay. W kwietniu i maju 1941 roku był słuchaczem kursu prawa brytyjskiego i szkockiego dla oficerów polskich-prawników na Uniwersytecie w Glasgow. W czasie pobytu w Wielkiej Brytanii wiele publikował pod pseudonimem „Aleksander Dolski” m.in. „Kształtowanie elementów państwa, terytorium, ludność, władza” wydane w Londynie.
Był prezesem Związku Akademickiego Młodzież Wszechpolska (1925), asystentem w katedrze prawa publicznego Uniwersytetu Warszawskiego przy prof. Zygmuncie Klemensie Cybichowskim (1929–1931), w latach 1947–1950 radcą prawnym central handlu zagranicznego, kolejno: Varimex, BHZ Motozbyt, Dalspo. W latach 1961–1963 oraz 1968–1969 wykładał prawo cywilne na Wydziale Prawa Kanonicznego Akademii Teologii Katolickiej w Warszawie.
Senior Warszawskiego Towarzystwa Wioślarskiego, przewodnik turystyki kajakowej PTTK/PZK, członek założyciel WTW PTTK i członek Komisji Rewizyjnej, wyróżniony dyplomami i medalami PTTK: Złotą Odznaką PTTK oraz państwową odznaką Zasłużony Działacz Turystyki (1979). Ponadto był członkiem Kręgu Mokotów Seniorów Harcerzy. Odznaczony został Złotym (1982) oraz Srebrnym Krzyżem Zasługi za pracę 1913–1917 i 1939.
Pochowany jest na Powązkach obok grobu swojej małżonki (kwatera d-5-8).
Dorobek naukowy Muszalskiego obejmuje kilkaset prac naukowych i publicystycznych głównie o tematyce prawniczej, prawniczo-historycznej, ubezpieczeniowej, zagadnień biograficznych i historycznych polskiego środowiska adwokackiego i wiele innych. Opublikował liczne opracowania w Polskim Słowniku Biograficznym, a także w Słowniku Biograficznym Adwokatów Polskich. Napisał szereg artykułów do Encyklopedii Warszawy, w tym 25 życiorysów adwokatów. W adwokaturze współdziałał z Ośrodkiem Badawczym Adwokatury, powołanym przez Radę Adwokacką w Warszawie w roku 1971 do zajmowania się sprawami życiorysów adwokackich. W latach 1974–1976 współpracował pod pseudonimem „Edward Sieheń” w Agencji Dziennikarskiej Interpress, drukując artykuły różnej treści m.in. prawo pracy, ochrona środowiska, nauka prawa, krajoznawstwo.

## Działalność w harcerstwie
W harcerstwie działał od 1916 roku (Warszawa). Był harcmistrzem, współorganizatorem szkolnej Warszawskiej Drużyny Harcerskiej im. Kazimierza Pułaskiego, w latach 1919–1920 drużynowym w Warszawie, od 1921 do 1923 roku zastępcą komendanta Męskiego Okręgu Warszawskiego Związku Harcerstwa Polskiego, honorowym inspektorem nieruchomości ZHP, w roku 1923 komendantem Chorągwi Warszawskiej Męskiej, w latach 1929–1930 referentem wycieczek i obozów Głównej Kwatery Męskiej ZHP, od 1934 do 1939 roku radcą prawnym ZHP, a w latach 1957–1964 członkiem sekcji historycznej Harcerskiego Kręgu Instruktorskiego „Wigry” przy Głównej Kwaterze Harcerstwa.

## Wybrane publikacje
- Harcerstwo (skauting) a wychowanie człowieka[6], nakładem księgarni J. Lisowskiej, Warszawa (1913) (ISBN 978-83-7850-615-7, Oficyna Wydawnicza „Impuls”, Kraków 2014, Reprint wydania z 1913 roku, ISBN 978-83-7850-577-8)
- Wskazówki do próby harcerskiej III stopnia[7], nakładem Księgarnia M. Borowskiego, Księgarnia Warszawa (1918) (ISBN 978-83-7850-615-7, Oficyna Wydawnicza „Impuls”, Kraków (2014), Reprinty: wydania z 1918 roku, ISBN 978-83-7850-677-5)
- Przewodnik po Warszawie dla harcerza i dla każdego pragnącego zwiedzać stolicę[8], Edward Muszalski, Tadeusz Rudnicki, księgarnia J. Lisowskiej, Warszawa (1920)
- Harcerstwo niepodległe[9], Książnica Harcerstwa i Kultury Fizycznej, W. Niklewicz, Sedlaczek, Glass i S-ka Spółka z ogr. odpow., Warszawa (1922) (ISBN 978-83-7850-615-7, Oficyna Wydawnicza „Impuls”, Kraków 2014, Reprint wydania z 1922 roku, ISBN 978-83-7850-578-5)
- Wielkie wycieczki harcersko-krajoznawcze: (obozy wędrowne)[10], Książnica Harcerstwa i Kultury Fizycznej W. Niklewicz, Sedlaczek, Glass i S-ka, Warszawa (1922)
- Rozpoczęcie i wypowiedzenie wojny w prawie państwowem i prawie narodów…[11], wydanie 6 z Wydawnictwo Seminarium Prawa Publicznego Uniwersytetu Warszawskiego, Edward Muszalski, Zygmunt Cybichowski, Nakładem Księgarni F. Hoesicka, Warszawa (1926)
- Prawo cywilne obowiązujące w b. Królestwie Kongresowem: prawo osobowe i familijne, prawo rzeczowe: zwięzły podręcznik[12], nakładem Księgarni F. Hoesicka, Warszawa (1932)
- O narodowe prawo cywilne[13], Biblioteka Wydawnictw „Współczesnej Myśli Prawniczej”, Biblioteka Prawa Narodowego, skład główny Dział Prawno-Ekonomiczny Księgarni Rolniczej, Warszawa (1938)
- Kształtowanie elementów państwa terytorium ludność władza; zagadnienia ustrojowo-prawne[14], F. Mildner & sons, Londyn (1943)
- Odrębność Prawa Szkocji[15], Stowarzyszenie Prawników Polskich w Zjednoczonym Królestwie, Londyn (1945)
- Polish Patent Law: A Guidebook to the Legislation in Force on July 1-st[16], Warszawa (1962), Legal Issues Series, Polish Chamber of Foreign Trade, [Serie: Informationsausgaben, Polska Izba Handlu Zagranicznego], Wacław Walewski, Edward Muszalski, Polish Chamber of Foreign Trade